# Mubarak Shami
Mubarak Hassan Shami, Arabisch مبارك حسن شامي; geboren als Richard Yatich (1 december 1980) is een in Kenia geboren Qatarees atleet uit Mechelen, die gespecialiseerd is in de marathon. Op internationale wedstrijden vertegenwoordigde hij in eerste instantie Kenia onder de naam Richard Yatich. Sinds 2004 loopt hij voor Qatar en draagt een Arabische naam.

## Loopbaan
Shami is het meeste bekend vanwege zijn dramatische finish op het wereldkampioenschap halve marathon van 2005 in Edmonton. Hij stak zijn armen omhoog om de overwinning te vieren met nog minder dan vijf meter te gaan. Fabiano Joseph sprintte hem echter voorbij en won de wedstrijd, waardoor hij genoegen moest nemen met het zilver. Dat jaar won hij ook de marathon van Wenen en de marathon van Venetië. In 2006 schreef hij de marathon van Praag op zijn naam.
In 2007 won Shami een zilveren medaille op de marathon tijdens de wereldkampioenschappen in Osaka. In datzelfde jaar won hij de marathon van Parijs in een persoonlijk record van 2:07.19 en werd achtste op de wereldkampioenschappen veldlopen met 1:19 minuten achterstand op de winnaar Zersenay Tadese. Op de Olympische Spelen van 2008 in Peking moest hij de wedstrijd voor de finish opgeven.
In Nederland is Mubarak Shami geen onbekende. Zo won hij in 2003 de Zevenheuvelenloop (15 km) in 42.43. Ook liep hij dat jaar een parcoursrecord op de Alphense stratenloop (10 km) van 28.17 en won hij de Montferland Run (15 km) 43.20.

## Titels
- Aziatische Spelen kampioen marathon - 2006

## Persoonlijke records
| Onderdeel      | Prestatie           | Datum            | Plaats   |
| -------------- | ------------------- | ---------------- | -------- |
| 10 km          | 27.59 (ex-AR)       | 8 oktober 2006   | Debrecen |
| 15 km          | 42.43               | 16 november 2003 | Nijmegen |
| 20 km          | 57.33 (nat. rec.)   | 8 oktober 2006   | Debrecen |
| halve marathon | 1:00.47             | 11 maart 2007    | Parijs   |
| 25 km          | 1:15.01             | 2 maart 2008     | Otsu     |
| 30 km          | 1:30.17             | 2 maart 2008     | Otsu     |
| marathon       | 2:07.19 (nat. rec.) | 15 april 2007    | Parijs   |

## Palmares

### 15 km
- 2003:  Montferland Run - 43.20

### 20 km
- 2006: 8e WK in Debrecen - 57.33

### halve marathon
- 2005:  WK in Edmonton - 1:01.09
- 2007: 5e halve marathon van Parijs - 1:00.47

### marathon
- 2005:  marathon van Wenen - 2:12.20
- 2005:  marathon van Venetië - 2:09.22
- 2006:  marathon van Praag - 2:11.11
- 2006:  Aziatische Spelen - 2:12.44
- 2007:  marathon van Parijs - 2:07.19
- 2007:  WK - 2:17.17
- 2008:  marathon van Lake Biwa - 2:08.23
- 2008: DNF OS
- 2010:  Aziatische Spelen - 2:12.53

### veldlopen
- 2006: 32e WK lange afstand - 37.09
- 2007: 8e WK - 37.09
- 2008: 25e WK - 36.17